# Comuna de Dąbrowa
Dąbrowa (polaco: Gmina Dąbrowa) é uma gminy (comuna) na Polónia, na voivodia de Cujávia-Pomerânia e no condado de Mogileński. A sede do condado é a cidade de Dąbrowa.
De acordo com os censos de 2004, a comuna tem 4717 habitantes, com uma densidade 42,7 hab/km².

## Área
Estende-se por uma área de 110,51 km², incluindo:
- área agricola: 71%
- área florestal: 20%

## Demografia
Dados de 30 de Junho 2004:
|                      | Total   | Total | Mulheres | Mulheres | Homens  | Homens |
| -------------------- | ------- | ----- | -------- | -------- | ------- | ------ |
|                      | pessoas | %     | pessoas  | %        | pessoas | %      |
| População            | 4717    | 100   | 2347     | 49,8     | 2370    | 50,2   |
| Densidade (pop./km²) | 42,7    | 100   | 21,2     | 21,2     | 21,4    | 21,4   |

De acordo com dados de 2002, o rendimento médio per capita ascendia a 1739,15 zł.

## Subdivisões
- Białe Błota, Dąbrowa, Krzekotowo, Mierucin, Mierucinek, Mokre, Parlin, Parlinek, Sędowo, Słaboszewko, Słaboszewo, Sucharzewo, Szczepankowo, Szczepanowo.

## Comunas vizinhas
- Barcin, Gąsawa, Janikowo, Mogilno, Pakość, Żnin